# 第56回日本レコード大賞
第56回日本レコード大賞（だい56かいにほんレコードたいしょう）は、2014年（平成26年）12月30日に新国立劇場にて発表音楽会が開催された、56回目の『日本レコード大賞』である。
例年通り発表音楽会が2014年12月30日に新国立劇場にて執り行われ、その模様はTBSテレビ並びにTBSラジオをキー局として日本全国で放送された。テレビ・ラジオともに18:30 - 22:00に放送された。
ノミネートおよび各賞発表は2014年11月19日に主催者から発表された。

## 概要
第56回の大賞は、三代目 J Soul Brothers from EXILE TRIBEの「R.Y.U.S.E.I.」に決定した。三代目 J Soul Brothers from EXILE TRIBEは初の受賞。NAOKIとNAOTOは前年受賞したEXILEのメンバーも兼務しているので、違うグループで日本レコード大賞を連覇したのは史上初。EXILEやAKB48以外の大賞受賞は7年ぶりである。大賞受賞曲を発表したプレゼンターは、前年に引き続き総合司会の安住紳一郎が務めた。
また、最優秀新人賞は西内まりやが受賞した。プレゼンターは総合司会の仲間由紀恵が務めた。
社会現象化したディズニー映画「アナと雪の女王」の日本版主題歌「レット・イット・ゴー〜ありのままで〜」は、「YOUNG MAN (Y.M.C.A.)」（第21回）や「聖母たちのララバイ」（第24回）などと同様に、大賞候補となる10作品には選ばれなかった。
第2部（19:00 - 22:00）の視聴率は同時間帯トップを獲るも、15.6%と前年より2.0ポイント減少となった。

## 放送時間
テレビ・ラジオ共にJST。
テレビ放送　
18:30 - 22:00（JNN28局ネット）。
ただし、テレビ山梨、長崎放送、琉球放送の3局を除き、17:30 - 18:30に「第56回 輝く!日本レコード大賞〜序章〜」（全編ローカルセールス枠）も別途放送。
連動データ放送を実施。データ放送では今回各賞受賞作・受賞者の詳細を掲載。
ラジオ放送
18:30 - 22:00（JRN系列8局ネット）。
ただし、静岡放送・北陸放送・福井放送は19:00から、大分放送は19:10から飛び乗り。
同時ネット局はTBSラジオ（制作キー局）、北海道放送、静岡放送、CBCラジオ、北陸放送、福井放送、大分放送、琉球放送

## 司会
総合司会・進行アナウンサーは2014年11月17日、ラジオ中継進行は2014年12月1日発行のTBSラジオの広報誌「954press 2014年12月 - 1月号」紙面にてそれぞれ発表された。
なお、第51回（2009年）から出演してきた枡田は、放送直前の2014年12月26日に結婚に伴いTBSを退社する事を発表したため、TBSアナウンサーとしては事実上最後の出演となった。
仲間はこの年NHK連続テレビ小説『花子とアン』に出演、同年12月31日放送の『第65回NHK紅白歌合戦』の紅組司会就任も取り沙汰されていた（最終的には『花子とアン』のヒロインを演じた吉高由里子が紅組司会を務めた。仲間はゲスト審査員として出演）。本番組の司会発表会見で安住は仲間に対し、「朝ドラで活躍されていた印象が強いので、向こうの道（紅白）もあったのでは?」「そういう中で『レコード大賞』で司会をしていただけるというのは嬉しい。NHKさんの方では過去4回も司会をされていますし」と話し、仲間が「（『レコード大賞』に）呼んでいただけて光栄です」と笑顔で答える一幕があった。なお、仲間の同紅白での紅組司会案はTBS系ドラマ『SAKURA〜事件を聞く女〜』の収録との両立が容易でないため見送られたと報じられていた。

### 総合司会
- 安住紳一郎（TBSアナウンサー）
- 仲間由紀恵

### 進行アナウンサー
- 枡田絵理奈（TBSアナウンサー）
- 吉田明世（TBSアナウンサー）

### ラジオ中継進行
- 駒田健吾（TBSアナウンサー）

## 受賞作品・受賞者一覧

### 日本レコード大賞
- 「R.Y.U.S.E.I.」
- 歌唱：三代目 J Soul Brothers from EXILE TRIBE
- 作詞：STY、作曲：STY, Maozon / 編曲：STY
- プロデューサー：EXILE HIRO, STY
- プロダクション：LDH
- レコード会社：エイベックス・エンタテインメント

### 最優秀歌唱賞
- EXILE ATSUSHI「Precious Love」

### 最優秀新人賞
- 西内まりや

### 優秀作品賞（大賞ノミネート作品）
- ゆず「雨のち晴レルヤ」
- AAA「さよならの前に」
- 西野カナ「Darling」
- 氷川きよし「ちょいと気まぐれ渡り鳥」
- サザンオールスターズ「東京VICTORY」
- いきものがかり「熱情のスペクトラム」
- きゃりーぱみゅぱみゅ「ファミリーパーティー」
- SEKAI NO OWARI「炎と森のカーニバル」
- AKB48「ラブラドール・レトリバー」
- 三代目 J Soul Brothers from EXILE TRIBE「R.Y.U.S.E.I.」

### 新人賞（最優秀新人賞ノミネート）
- 大原櫻子
- SOLIDEMO
- 徳永ゆうき
- 西内まりや

### 特別歌謡音楽賞
- 五木ひろし

### 特別映画音楽賞
- 「アナと雪の女王」

### 特別賞
- 「妖怪ウォッチ」

### 最優秀アルバム賞
- 竹内まりや「TRAD」

### 優秀アルバム賞
- 石川さゆり「X-Cross II-」
- JUJU「DOOR」
- 赤い公園「猛烈リトミック」
- 吉田山田「吉田山田」

### 作曲賞
- 鬼龍院翔「101回目の呪い」（ゴールデンボンバー）、「ローラの傷だらけ」（ゴールデンボンバー）など

### 作詩賞
- 喜多條忠「しぐれ旅」（鳥羽一郎）、「愛鍵」（秋元順子）　など

### 編曲賞
- 丸山雅仁「ちょいときまぐれ渡り鳥」（氷川きよし）、「ひとり越前〜明日への旅〜」（大月みやこ）　など

### 企画賞
- 「うたこまち〜昭和歌の語りべ〜」（岩本公水） - キングレコード
- 「evergreen」（秦基博）ソニー・ミュージックレーベルズ
- 「スギテツ Presents 走れ!夢の超特急楽団〜Super Express 50th Anniversary Album」- キングレコード
- 「戦場の歌 新発掘・吉田メロディー[注 4]」 - JVCケンウッド・ビクターエンタテインメント
- 「HAPPY SAX HIT EXPRESS」（HIBI★Chazz-K） - ポニーキャニオン
- 「光へ - classical & crossover -」（安倍なつみ） - 日本コロムビア
- 「58」（永田英二） - ユニバーサルミュージック
- 「MEMORIES -Kahara Covers-」「MEMORIES 2 -Kahara All Time Covers-」（華原朋美） - ユニバーサルミュージック
- 「夕子のお店」「冬子のブルース」（増位山太志郎） - テイチクエンタテインメント
- 「Love Songs 〜また君に恋してる〜」「Love Songs II 〜ずっとあなたが好きでした〜」「愛してる･･･ Love Songs III」「Love Songs IV 〜逢いたくて 逢いたくて〜」（坂本冬美） - ユニバーサルミュージック
- 「流行歌生誕百周年記念アルバム むかしは、今」（製作総指揮：中村泰士、歌唱：LE VELVETS） - エスエル・カンパニー

### 功労賞
- 扇ひろ子
- 小野由紀子
- 鶴岡雅義
- 中尾ミエ
- マーサ三宅
- 黛ジュン
- 三船和子

### 特別功労賞
- 池多孝春（編曲家）
- 大瀧詠一（シンガーソングライター、ミュージシャン）
- 桜庭伸幸（作曲家）
- 中川博之（作曲家）
- 野崎眞一（作曲家）
- 山口洋子（作詞家）

### 日本作曲家協会奨励賞
- 市川由紀乃
- 香西かおり

なお、2014年11月10日に逝去した高倉健に特別栄誉賞を贈呈する予定だったが、所属事務所の高倉プロモーションの意向によりそれを辞退したことが、同年12月12日に発表された。

## ゲスト
- 日本エレキテル連合
- 新垣隆

## 主なスタッフ
- ナレーション：ジョン・カビラ
- 構成：伊藤正宏、中野俊成／小泉泰成、高橋秀一、清隼一郎
- AP：鹿渡弘之、神田祐子、佐藤誠子／原田康弘
- 演出スタッフ：熊倉哲央、橘信吾、五井翔太、木川彩香、前澤まりこ、小関美保子、石田桂子／稲見亜矢
- 舞台監督：植木修一、高柳健人
- ライブ演出：柴田猛司
- 音楽演出：服部英司
- 総合演出：伊藤雄介
- プロデューサー：大木真太郎、片山剛
- 制作プロデューサー：落合芳行
- 制作：TBS